# Ómar Ingi Magnússon
Ómar Ingi Magnússon (* 12. März 1997 in Selfoss) ist ein isländischer Handballspieler, der dem Kader der isländischen Nationalmannschaft angehört. Im Jahr 2022 wurde er zu Islands „Handballer des Jahres“ gewählt. Vom isländischen Verband der Sportjournalisten wurde er 2021 und 2022 zum Sportler des Jahres gewählt.

## Karriere

### Verein
Ómar Ingi Magnússon spielte anfangs beim isländischen Verein UMF Selfoss. Im Sommer 2014 wechselte der Linkshänder zu Valur Reykjavík. Mit Valur gewann er 2016 den isländischen Pokal. Im Sommer 2016 schloss sich der Rückraumspieler dem dänischen Erstligisten Aarhus Håndbold an. Ab der Saison 2018/19 stand er beim Ligakonkurrenten Aalborg Håndbold unter Vertrag. Mit Aalborg gewann er 2018 den dänischen Pokalwettbewerb sowie 2019 und 2020 die dänische Meisterschaft.
Zur Saison 2020/21 wechselte er zum deutschen Bundesligisten SC Magdeburg. Mit Magdeburg gewann er 2021 die EHF European League und den IHF Super Globe 2021. Er wurde Torschützenkönig der Handball-Bundesliga 2020/21. 2022 wurde er mit dem SCM deutscher Meister. Zusätzlich wurde er zum Spieler der Saison gewählt. 2022 verteidigte er mit dem SCM den Titel beim IHF Super Globe 2022. Mit dem SCM gewann er die EHF Champions League 2022/23 im Finale gegen KS Kielce mit 30:29 nach Verlängerung, konnte aber aufgrund einer langwierigen Verletzung nicht mitwirken. Beim IHF Super Globe 2023 gewann er zum dritten Mal in Folge die Klub-Weltmeisterschaft. Im Jahr 2024 gewann er mit dem SCM den DHB-Pokal und die deutsche Meisterschaft. In der EHF Champions League 2024/25 gewann er mit dem SCM das Finale gegen die Füchse Berlin.

### Nationalmannschaft
Ómar Ingi Magnússon gewann die Bronzemedaille bei der U-19-Weltmeisterschaft 2015. Weiterhin belegte er den dritten Platz in der Torschützenliste des Turniers. Mittlerweile gehört er dem Kader der isländischen Nationalmannschaft an. Mit seinem Land nahm er an den Weltmeisterschaften 2017 in Frankreich, 2019 in Dänemark und Deutschland, 2021 in Ägypten und 2023 in Schweden/Polen sowie der Europameisterschaft 2018 teil. Die Europameisterschaft 2020 verpasste er auf Grund einer Gehirnerschütterung. Bei der Europameisterschaft 2022 wurde er Torschützenkönig.

## Saisonbilanzen
| Saison         | Verein           | Spielklasse    | Spiele | Tore | 7-Meter        | Feldtore |
| -------------- | ---------------- | -------------- | ------ | ---- | -------------- | -------- |
| 2016/17        | Aarhus Håndbold  | Håndboldligaen | 26     | 117  | 44/57 (77 %)   | 73       |
| 2017/18        | Aarhus Håndbold  | Håndboldligaen | 32     | 94   | 23/31 (74 %)   | 71       |
| 2018/19        | Aalborg Håndbold | Håndboldligaen | 34     | 169  | 31/41 (76 %)   | 138      |
| 2019/20        | Aalborg Håndbold | Håndboldligaen | 6      | 19   | 2/2 (100 %)    | 17       |
| 2020/21        | SC Magdeburg     | Bundesliga     | 38     | 274  | 134/166 (81 %) | 140      |
| 2021/22        | SC Magdeburg     | Bundesliga     | 33     | 237  | 113/149 (76 %) | 124      |
| 2022/23        | SC Magdeburg     | Bundesliga     | 15     | 102  | 50/67 (75 %)   | 52       |
| 2023/24        | SC Magdeburg     | Bundesliga     | 27     | 239  | 131/165 (79 %) | 102      |
| 2024/25        | SC Magdeburg     | Bundesliga     | 27     | 152  | 77/101 (76 %)  | 80       |
| Håndboldligaen | Håndboldligaen   | Håndboldligaen | 98     | 399  | 100/131 (76 %) | 299      |
| Bundesliga     | Bundesliga       | Bundesliga     | 140    | 1004 | 505/648 (78 %) | 499      |
| gesamt         | gesamt           | gesamt         | 238    | 1403 | 605/779 (78 %) | 798      |

Quelle: Datenbanken der dänischen und deutschen Liga.